# Bevakning i konkurs
Bevakning i konkurs är ett förfarande för att anmäla fordran i konkurs.
Bevakningsförfarande är bara nödvändigt i konkurser där det kan antas att fordringar utan förmånsrätt kommer att erhålla utdelning.
Tingsrätten beslutar inom vilken tid bevakning ska ske. Tingsrätten ska också kungöra sitt beslut.
Bevakning sker genom att borgenären i rätt tid skriftligen anmäler sin fordran.
Bevakningsinlagan ska inges i två ex och innehålla uppgift om fordrans storlek och vad den grundar sig på och i förekommande fall om förmånsrätt yrkas.

## Förteckning
När bevakningstiden gått ut ska konkursförvaltaren genast upprätta en förteckning över fordringarna.

## Anmärkning mot bevakning
Anmärkning mot bevakning kan framställas inom viss tid – minst två och högst fyra veckor räknat från bevakningstidens utgång.
Det åligger förvaltaren att granska alla bevakningarna och framställa anmärkning mot bevakning som han finner oriktig. Även borgenär och den som försatts i konkurs får framställa anmärkning.

## Tvistefrågor och förlikningssammanträde
Tvistefrågor som har uppkommit genom framställda anmärkningar och som inte har förlikts skall handläggas vid ett förlikningssammanträde inför rätten. Tvistefrågor som inte har blivit förlikta ska prövas av rätten vid en förhandling.
Genom ett beslut i en tvist angående en bevakad fordran avgörs endast vilken rätt som tillkommer fordringen i konkursen.

## Efterbevakning
Borgenär som missat att bevaka i tid kan istället göra en efterbevakning. Den  kan ske mot att borgenären erlägger en avgift motsvarande 3 % av prisbasbeloppet, som fastställs årligen. Det efterbevakade beloppet får sedan samma rätt till utdelning som de belopp som bevakats i tid.